# Hylesia croex
Hylesia croex är en fjärilsart som beskrevs av William Schaus 1921. Hylesia croex ingår i släktet Hylesia och familjen påfågelsspinnare. Inga underarter finns listade i Catalogue of Life.